# Monato

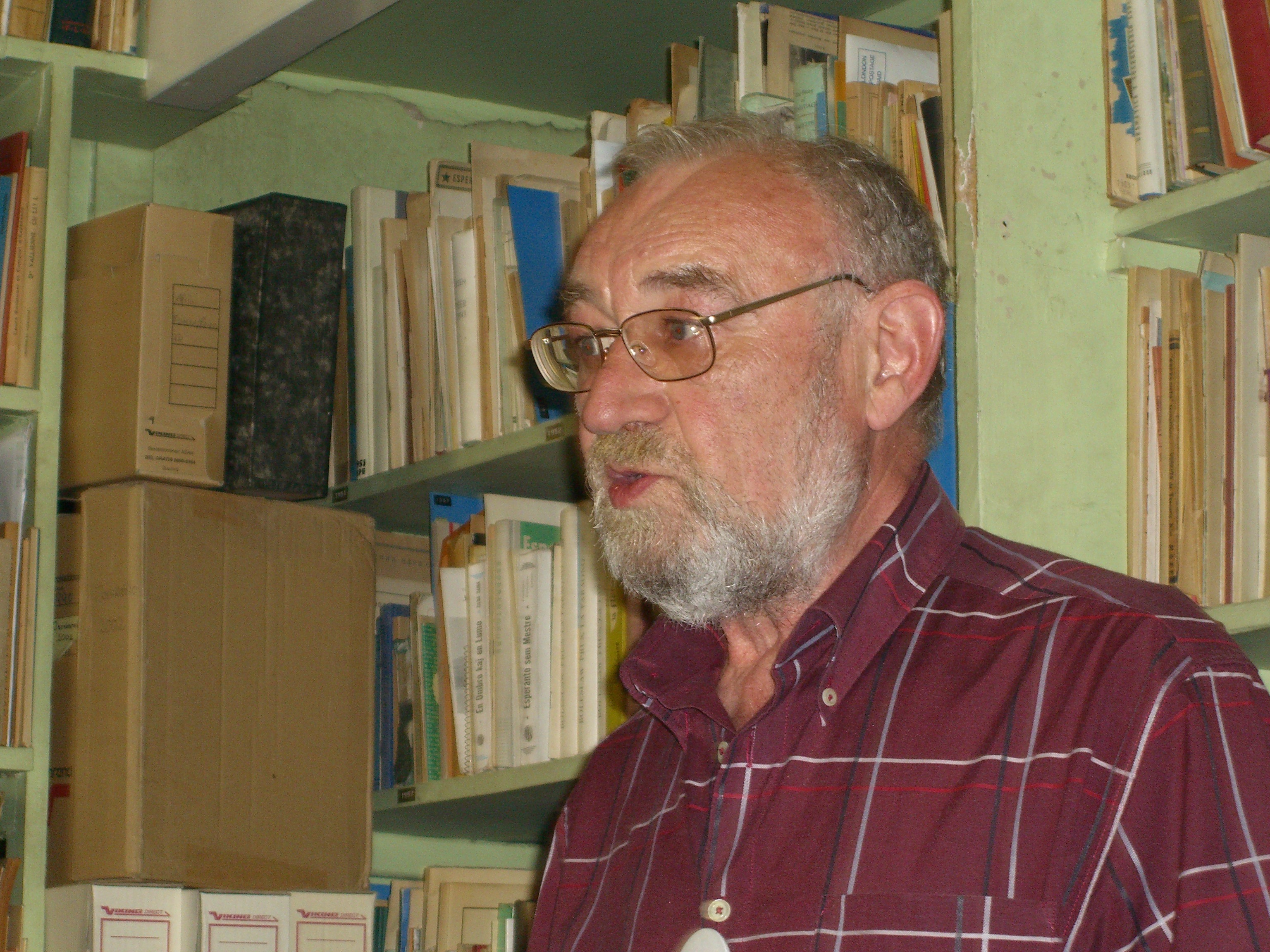
Stefan Maul, fundador de la revista, en Róterdam (2006).

Monato (Mes) es una revista de periodicidad mensual publicada en idioma esperanto desde 1979 con artículos internacionales sobre política, cultura o ciencia. Se imprime en Bélgica y se distribuye a sus subscriptores en 65 países. En ella han participado importantes figuras de la cultura esperantista.
Monato es el sucesor de la revista Semajno (Semana), que tan sólo publicó un número, el 1 de septiembre de 1978. Actualmente cuenta con cinco tipos de ediciones o versiones, la más conocida y popular es la edición en papel aunque también se distribuye por correo electrónico, ASCII, XHTML, ePub, Mobipocket o PDF.
Tiene unos 100 corresponsales en 45 países y es una de las más reconocidas revistas internacionales escritas en este idioma.
Guarda cierta similitud en estilo, contenido y apariencia a grandes publicaciones internacionales como Time Magazine o Newsweek.